# Colla castellera
|  | Per veure'n una llista completa vegeu Llista de colles castelleres |

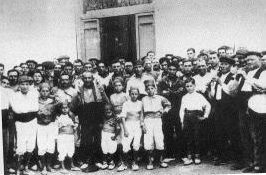
Primera foto dels Nens del Vendrell, 15 d'octubre de 1926

Les colles castelleres són les agrupacions en què es reuneixen els castellers. Totes les colles parteixen d'un nivell mínim, que són els castells de sis pisos, i a mesura que van millorant la seva tècnica i creixent en nombre de participants, poden arribar a fer castells de nou i deu pisos (l'alçada màxima que s'ha vist fins ara). La Coordinadora de Colles Castelleres de Catalunya agrupa unes 70 colles.
La totalitat de les colles del món casteller estaran representades en el Museu Casteller de Catalunya que s'està construint a Valls.

## Estructura
Habitualment, l'estructura d'una colla castellera està formada per:
- Junta: organització administrativa. El seu responsable màxim és el president.
- Comissió Tècnica: grup de persones que s'encarreguen de coordinar els assajos de la colla i determinar la posició que ocupa cada casteller dins del castell. El seu responsable màxim és el cap de colla.
- Membres: castellers.

## Colles castelleres universitàries

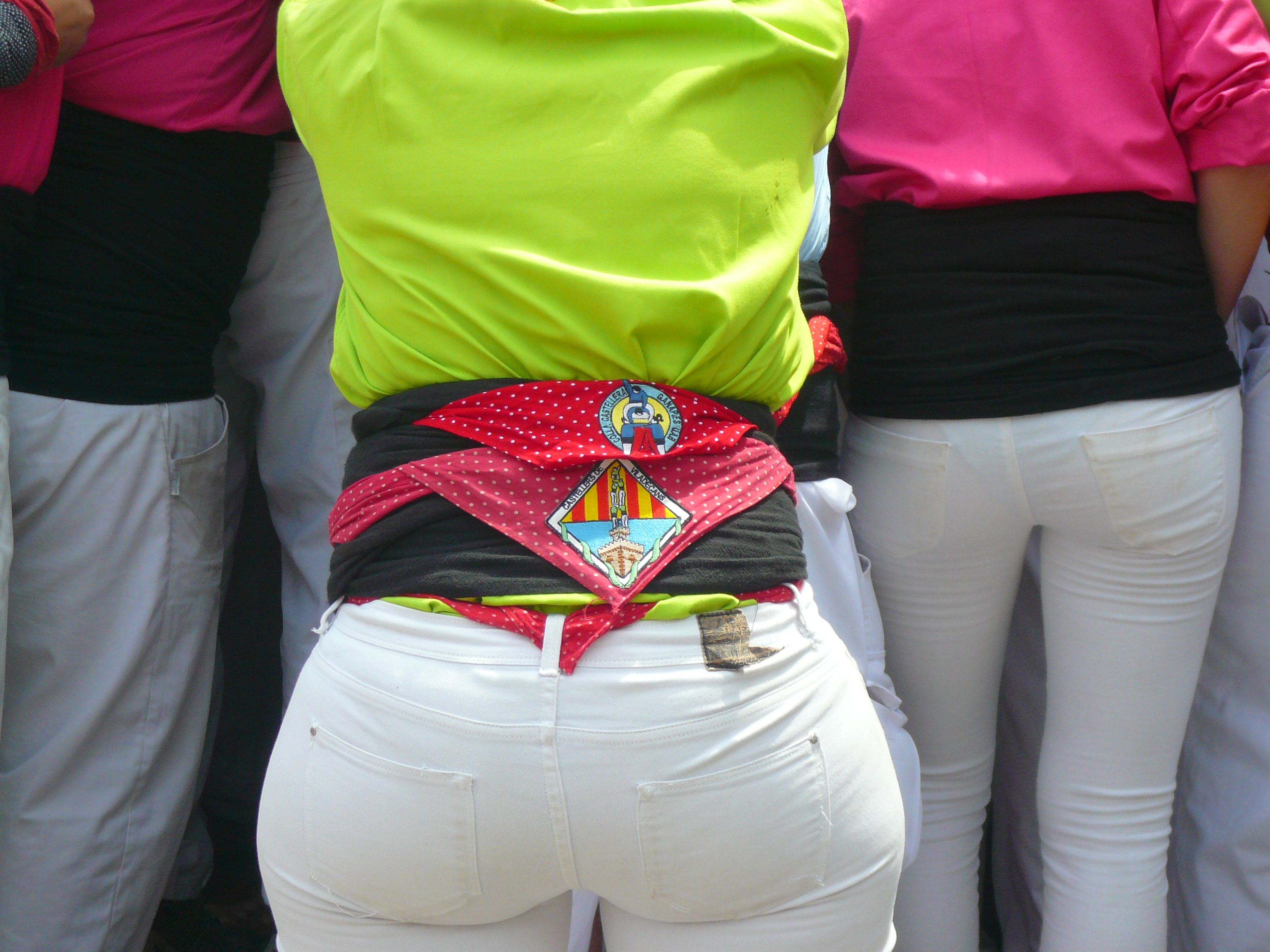
Castellera amb mocadors dels Ganàpies de l'Autònoma i dels Castellers de Viladecans. És força freqüent que els castellers de les colles universitàries siguin també d'una colla convencional.

Les colles castelleres universitàries es diferencien de les colles castelleres convencionals sobretot en un aspecte: l'edat dels castellers, que en les colles universitàries sempre està formada per membres en edat universitària. Això suposa certes limitacions pel que fa a l'alçada dels castells, ja que el pom de dalt dels castells és molt pesat. Els membres de les colles universitàries poden ser, alhora, membres de colles castelleres convencionals.
Les colles universitàries no actuen en el circuit festiu casteller. Dos cops l'any, un a l'hivern i l'altre a la primavera, cada colla universitària organitza una diada castellera en la qual convida altres colles universitàries. Les diades universitàries acostumen a fer-se en dies feiners, al contrari del que és habitual en les diades castelleres convencionals. En les diades, a part de l'actuació de castells també es realitzen altres activitats, com ara: dinars, balls, jocs, sopars i d'altres activitats per fer unió entre colles.

## Les colles i el Museu Casteller de Catalunya[calcitació]
A la ciutat de Valls, s'està construint el Museu Casteller de Catalunya que rebrà el nom de Món Casteller – Museu Casteller de Catalunya.
Es tracta d'un projecte ideat fa més de 40 anys quan el vallenc Pere Català Roca apuntà la necessitat de la seva creació. Finalment però, l'any 2015 s'inicien les obres de construcció de l'edifici que l'ha d'acollir situat al Barri Antic de Valls. L'edifici, obra de l'arquitecte català Dani Freixes Melero i la seva empresa Varis Arquitectes acollirà la museografia dissenyada per l'empresa del museògraf i escenògraf Ignasi Cristià, guanyador del concurs públic. Així mateix, l'empresa Lavinia Spurna Visual s'encarregarà dels audiovisuals del Museu.
En el nou centre museístic es preveu la representació de totes les colles del món casteller.